# Chamundatempel

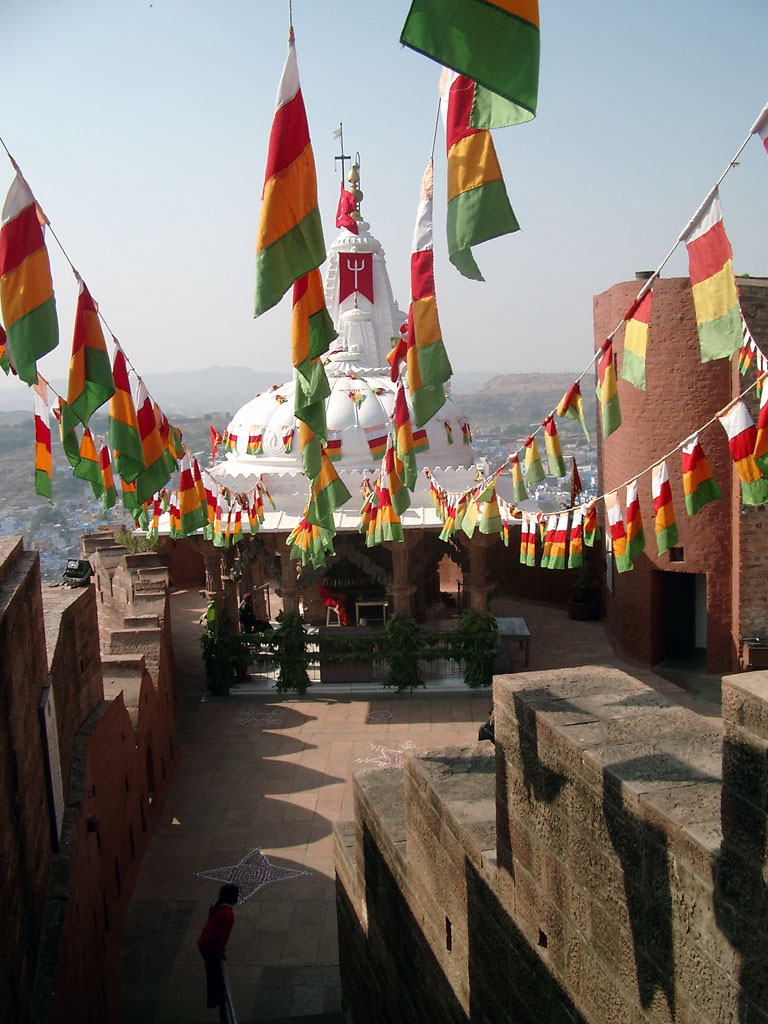
De Chamundatempel

De Chamundatempel ligt in het Mehrangarh-fort te Jodhpur (India) en is gewijd aan de godin Chamunda.
De tempel werd in 1460 opgericht ter ere van deze godin, nadat Rao Jodha, heerser van de stad Jodhpur, een beeld van haar uit de oude hoofdstad Mandore had laten halen. Het beeld wordt nog altijd aanbeden door leden van de koninklijke familie van Jodhpur en andere inwoners van de stad. Tijdens de jaarlijkse Dussehra-festiviteiten, die het hoogtepunt vormen van het Navratri-festival, bezoeken meer dan twintigduizend mensen de tempel.
Op 30 september 2008 brak er tijdens de eerste dag van het Navratri-festival paniek uit bij de tempel, waardoor volgens officiële bronnen 224 mensen om het leven zijn gekomen en 57 mensen gewond zijn geraakt.